# Emmeloord
Emmeloord is een stad in de gemeente Noordoostpolder, in het noorden van de Nederlandse provincie Flevoland. De stad telt 26.910 inwoners (1 januari 2023).

## Geografie

### Ligging
Bij de inrichting van de polder is men uitgegaan van één centrale plaats (Emmeloord), en stervormige verbindingswegen naar tien kleinere dorpen; Bant, Creil, Ens, Espel, Kraggenburg, Luttelgeest, Marknesse, Nagele, Rutten en Tollebeek. De centrale ligging van Emmeloord wordt geaccentueerd door de Poldertoren. Deze watertoren staat in het geografische middelpunt van de polder. Dit laatste wordt wel betwist.

## Herkomst naam
Emmeloord ontleent zijn naam aan de buurtschap Emmeloord op de noordpunt van het voormalige eiland Schokland. Op de kaart van Seidel uit 1789 is het nog de aanduiding voor de hele noordpunt, die overigens na de afslag in de negentiende eeuw weinig meer dan de buurtschap omvat. De huidige schrijfwijze is vrij jong: pas vanaf 1820 wordt deze aangetroffen. Rond 1650 is het Emmeloort en uit 1478 dateert de spelling Emeloirt, waarin de i aangeeft dat de o lang (dus als 'oo') werd uitgesproken. Vóór die tijd begint het tweede deel van de naam met een w, zoals ook in Emelwerth, de eerste vermelding van de naam, in een twaalfde-eeuws oorkondenboek van het Sticht Utrecht. Eem, het eerste deel van Emel-, komt van het Germaanse ami, een algemene aanduiding voor een natuurlijke waterloop. Er is in Nederland een tamelijk groot aantal rivieren en stroompjes dat Eem heet, waarvan die bij Amersfoort wel de bekendste is. Soms zijn de oude waterwoorden uitgebreid met een s, zoals Eems, of een l: Waal, IJssel en ook Emel. Andere mogelijke etymologieën zijn Germaans amulu ('scherp') en de Oud-Nederlandse persoonsnaam Amilio. De betekenis van weert (uit Germaans wurthi) is 'terp', in het Gronings nog steeds wierde genoemd. De overgang naar oort (betekenis: 'punt') hing wellicht samen met de voortdurend afslag van het eiland, waardoor Emmeloord steeds meer op een punt kwam te liggen. Een herinterpretatie van het misschien toen al wat onduidelijk geworden werth was het gevolg. Het -oord van Emmeloord zit onder meer ook in de naam van de rivier De Noord (niet geheel zeker) en van Dinteloord. Aan het IJ bij Amsterdam lag een landpunt IJort of IJoort, dat later door letteromzetting IJdoorn werd. Een daarbij gelegen IJdoorningerdam gaf zijn naam aan het dorp Doornickerdam of Durgerdam, zo'n beetje het enige Zuiderzeeplaatsje dat in de Emmeloordse wijk De Zuidert geen straatnaam heeft gekregen. In nieuwere namen als Willemsoord heeft oord een andere betekenis, namelijk 'plaats'. Plaatsnamen met -werd zijn vooral bekend in Groningen en Friesland. Het Hollands heeft hiervoor het woord woerd en deze vorm komt ook voor in de Hollandse plaatsnamen Hoogewoerd (te Leiden) en Woerden.

## Geschiedenis
In 1936 werd begonnen met het aanleggen van de dijken om de Noordoostpolder die in 1940 klaar waren. Daarna begon het droogmalen van het gebied dat in 1942 droogviel. Er werd ruim 50.000 hectare land ontgonnen uit het IJsselmeer (de voormalige Zuiderzee). Op 15 december 1943 werd het eerste huis van Dorp A betrokken. De werknaam is later vervangen door Emmeloord. Vanwege de ontginning gedurende de Tweede Wereldoorlog was de Noordoostpolder een eldorado voor onderduikers. Veel wegen in het gebied herinneren nog aan deze tijd. Het Erehof Emmeloord is ook een stille getuige van de Tweede Wereldoorlog in de Noordoostpolder.
Samen met de tien 'Groendorpen' vormt Emmeloord sinds 1962 de gemeente Noordoostpolder. Sinds 1 januari 1986 behoort de Noordoostpolder tot de provincie Flevoland, voorheen tot Overijssel.

### Ludieke stadsrechten
Op 10 september 1992 kende commissaris van de Koningin prof. dr. Jos van Kemenade van Noord-Holland in een ludieke bijeenkomst als symbolisch gebaar stadsrechten toe aan Emmeloord. Er werd verwezen naar besluiten van de voormalige Staten van Holland, waar de nabijgelegen voormalige eilanden Schokland en Urk ooit ook deel van uitmaakten. Dit werd mogelijk nadat uit documenten was gebleken dat de "heerlijkheid Emelwaerde" -Emmeloord- privilegiën genoot. Tijdens deze bijeenkomst van de provincies Flevoland, Overijssel en Noord-Holland op Schokland werd Godin Fortuna als schutspatrones aangesteld. Een buste van haar werd jaren geleden in de bodem ten zuiden van Emmeloord gevonden. Haar beeltenis zou het gemeentehuis sieren en Emmeloord mocht zich 'Civitas Fortunae Emmeloordis' noemen. Het college van burgemeester en wethouders van de gemeente Noordoostpolder werd aangeduid als "Schout en Schepenen van de Stad Emmeloord".

## Foto's

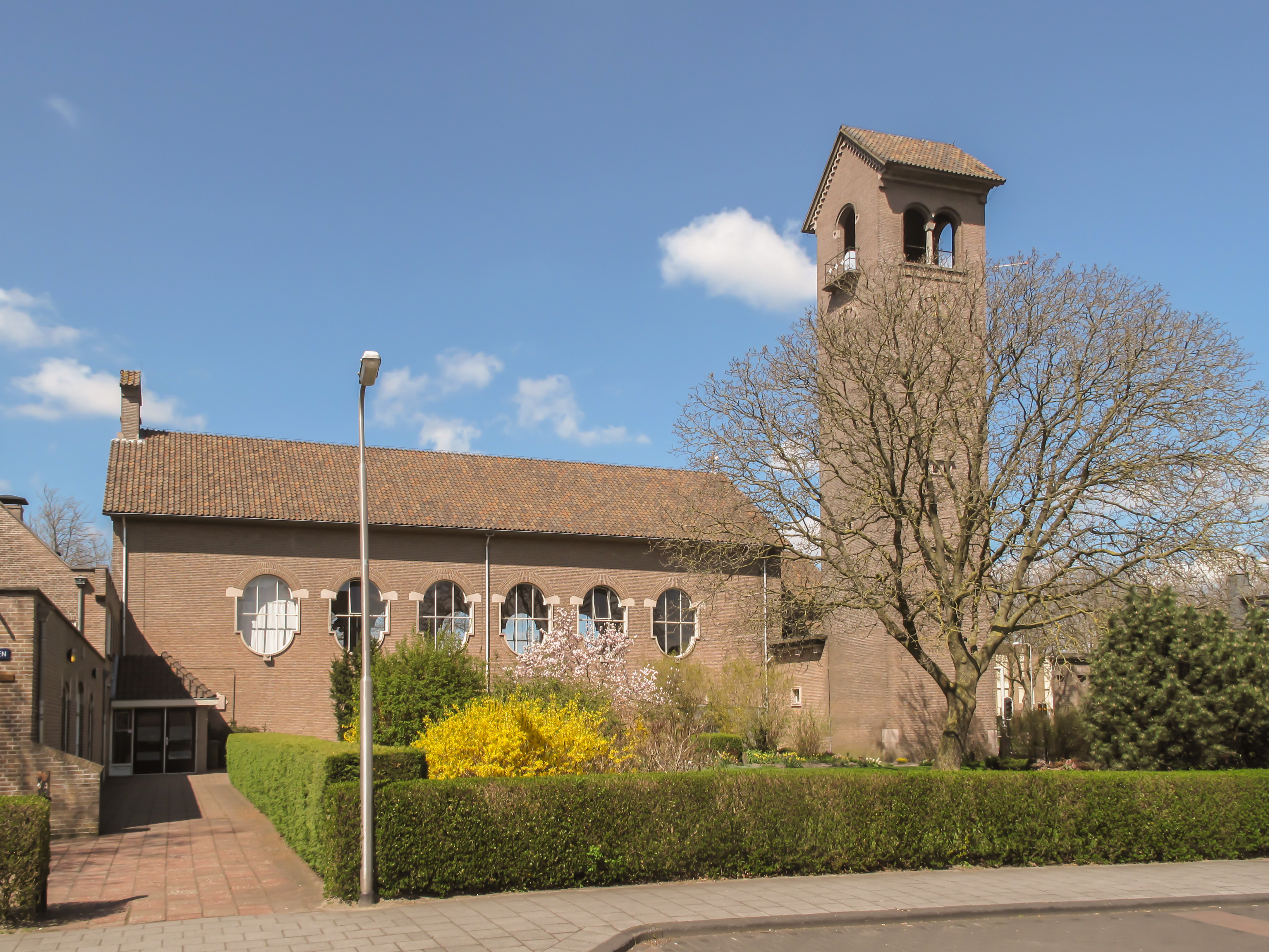
Emmeloord, gereformeerde kerk De Hoeksteen
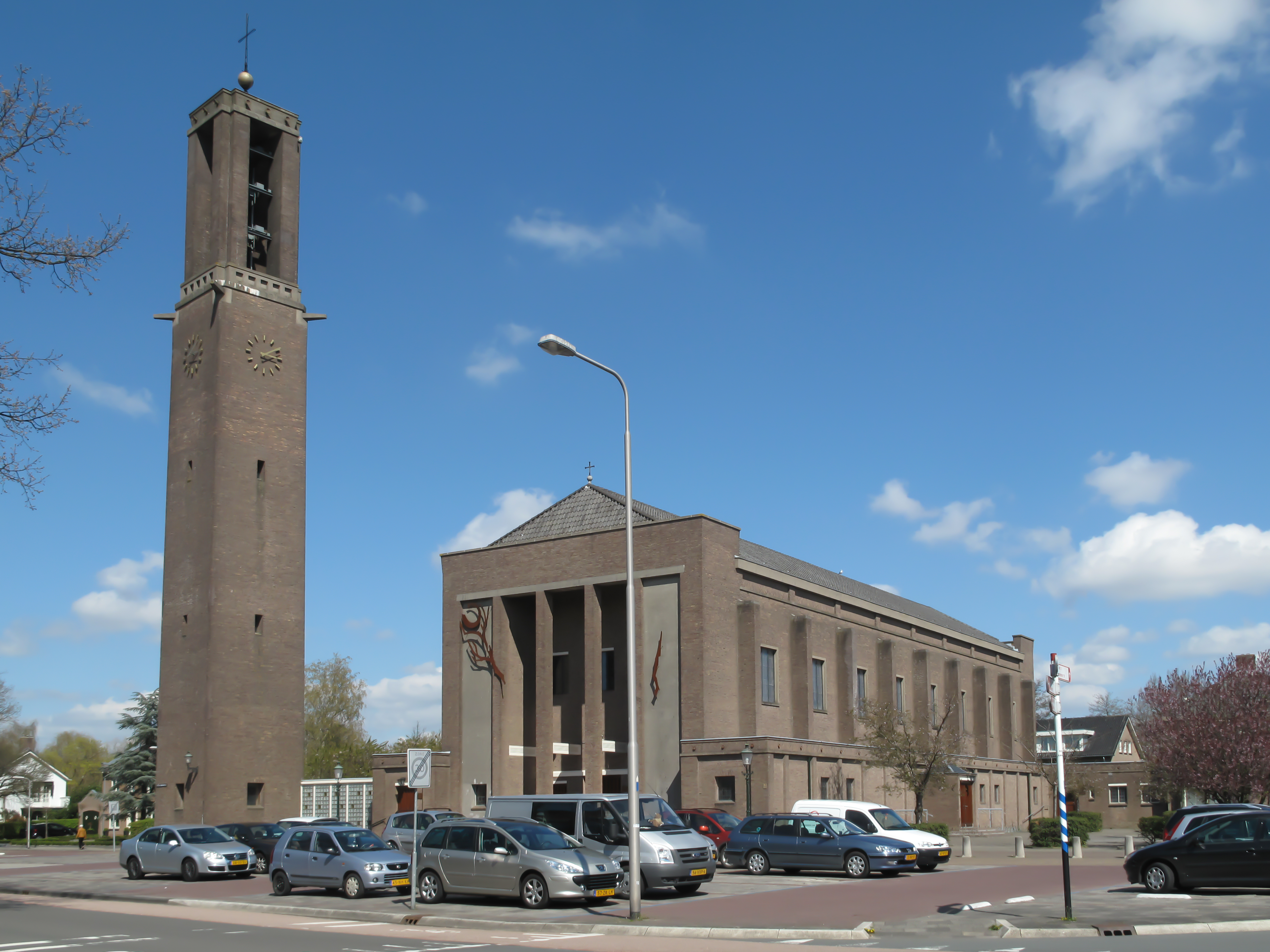
Emmeloord, Heilige Michaelkerk
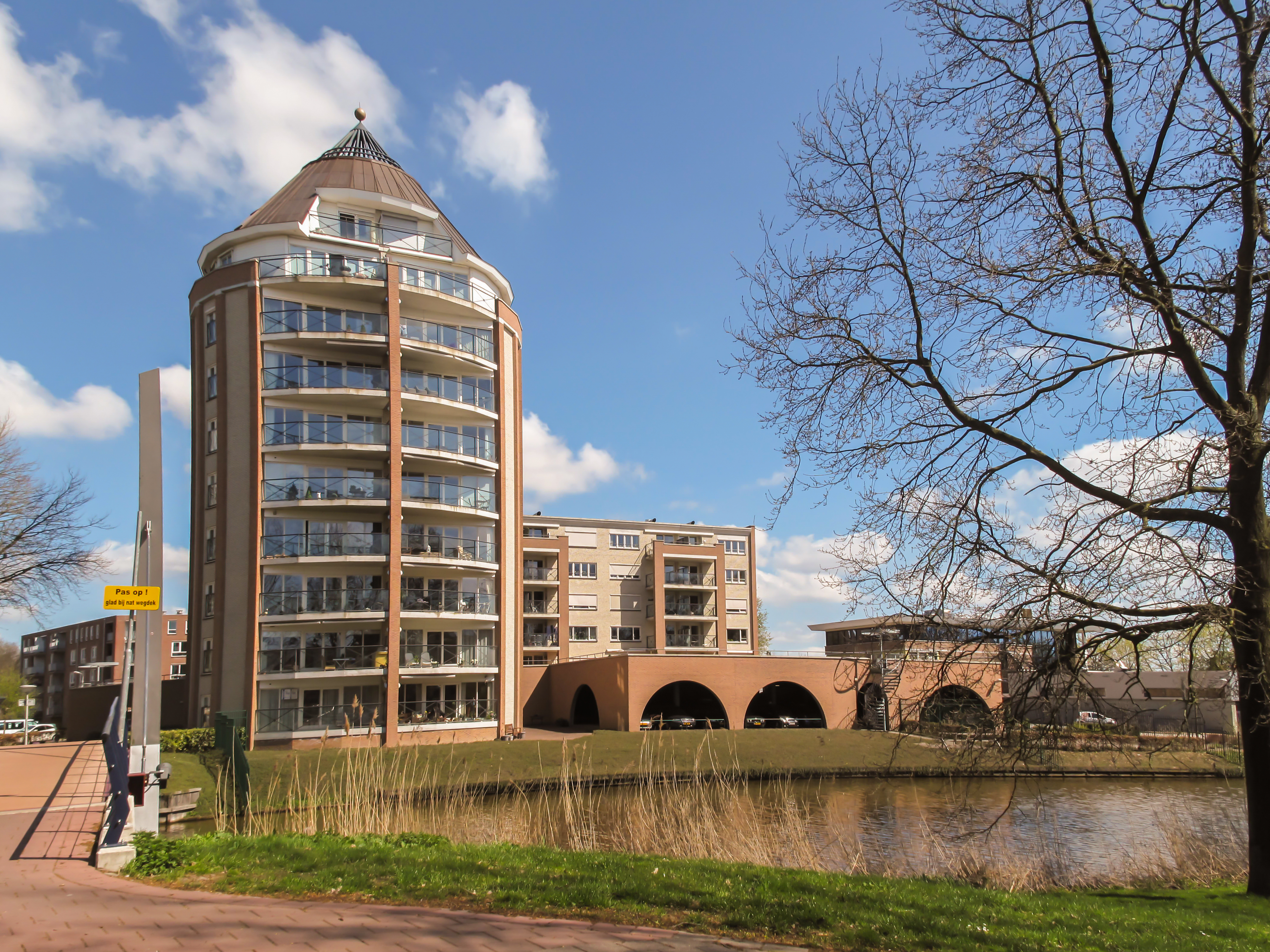
Emmeloord, straatzicht bij woontoren
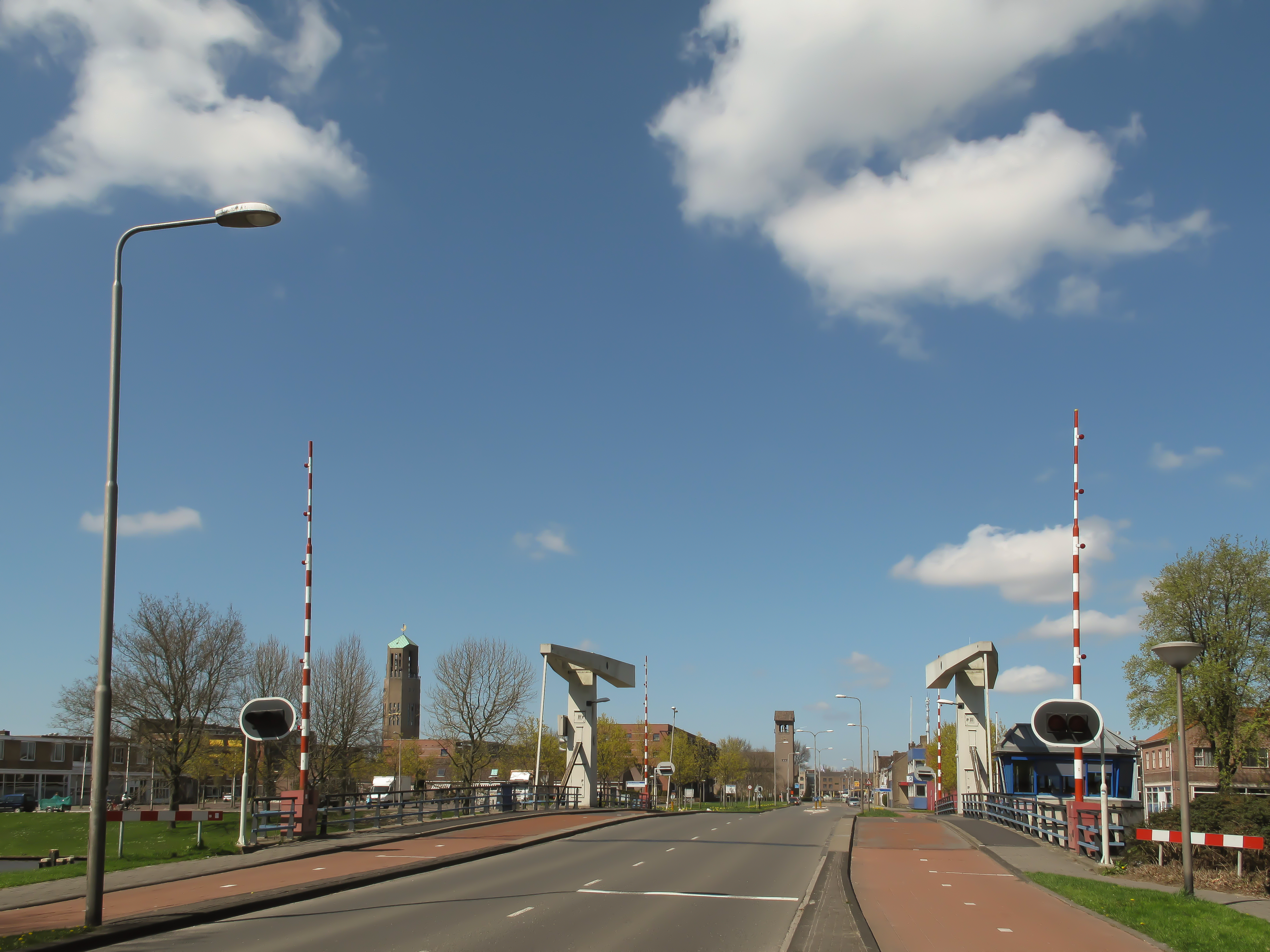
Emmeloord, straatzicht Nagelerstraat
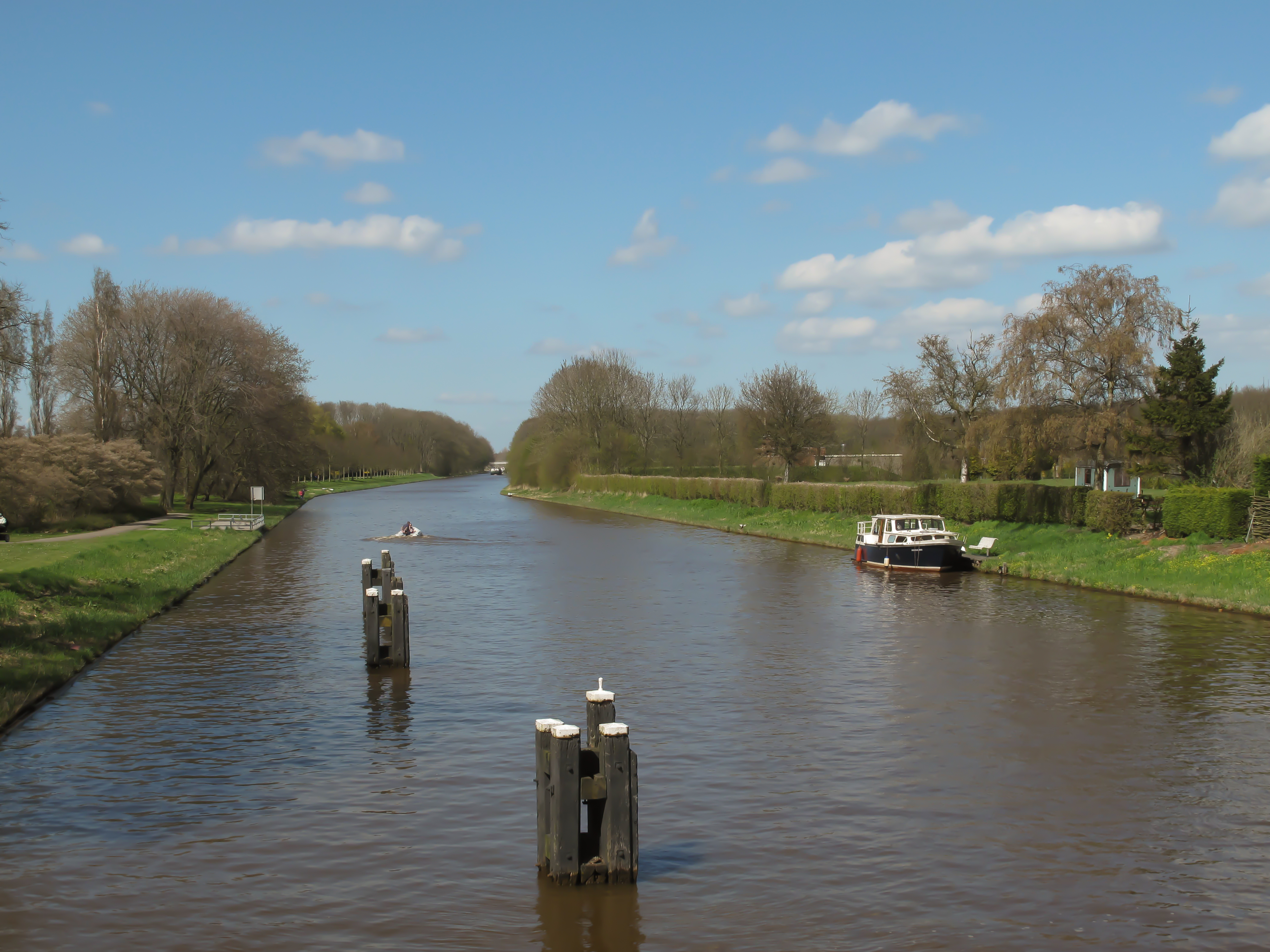
Emmeloord, de Lemstervaart

## Voorzieningen

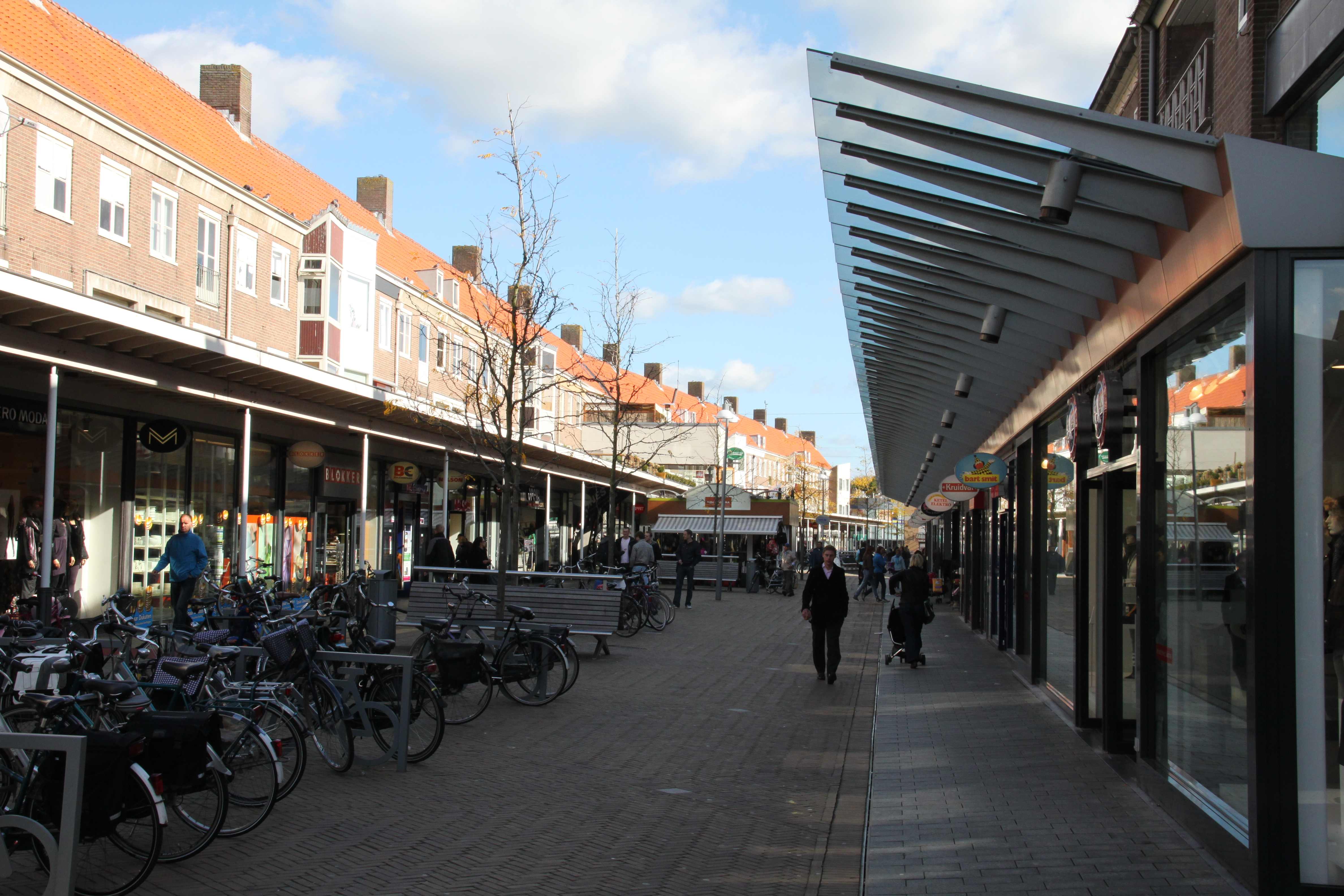
De vernieuwde winkelstraat Lange Nering.

Emmeloord is het voorzieningencentrum van de Noordoostpolder en omgeving. In de stad staan het gemeentehuis, een bibliotheek, een muziekschool, basis- en middelbare scholen, een mbo-instelling, een ziekenhuis en er zijn tal van sportvoorzieningen. Zo beschikt Emmeloord over een atletiekbaan, (overdekt) zwembad en een golfbaan. Emmeloord telt twee voetbalclubs: SC Emmeloord en Flevo Boys.
De hoofdplaats van de Noordoostpolder biedt veel werkgelegenheid. Zo zijn veel bedrijven in de agrarische sector, de industrie en financiële instellingen in Emmeloord gevestigd. Ook wordt de website Marktplaats.nl, oorspronkelijk een afsplitsing van kringloopwinkel Het Goed, in Emmeloord beheerd. De Lange Nering en de Korte Achterzijde zijn de winkelstraten met detailhandel. Het is een mengeling van bekende ketens en plaatselijke ondernemers. In de periode 2007-2011 is het gehele winkelgebied op de schop gegaan. Voorpuien zijn naar voren gehaald, luifels vernieuwd en het straatmeubilair is aangepast aan de huidige tijd.
Op De Deel staat de Poldertoren uit 1959. Het is het verbindende herkenningspunt van de Noordoostpolder met een klokkenspel, dat namen draagt die verwijzen naar de dorpen in het gebied. Onderaan de Poldertoren staat jaarlijks de kermis en zijn evenementen zoals het Pieperfestival (het stadsfeest) en de Nacht van Oranje (29 april). Ooit was het plein ook het toneel van de weekmarkt. In 2012 is de markt verplaatst naar het Kettingplein. Op De Deel moet namelijk meer horeca- en winkelruimte verrijzen. Anno 2014 ligt de uitwerking van de plannen bij de gemeenteraad.

## Topografie
Topografisch kaartbeeld van Emmeloord, maart 2014. Klik op de kaart voor een vergroting.

#### Huidige Wijken
Emmeloord-Centrum
- Lange Dreef
- Bomenbuurt
- Ingenieursbuurt
  - Bos en Gaard
- Onkruidbuurt
- Plantenbuurt
- Stadshart
- Tussen Gracht en Vaart
  - Botenbuurt
  - Bouwbuurt
  - Nijverheidsbuurt
  - Vogelbuurt

Emmeloord-Noord
- Emmelhage
- De Erven
  - De Es
- Het Waterland

Emmeloord-Oost
- Ecopark

Emmeloord-West
- Espelervaart
- Revelsant
  - Sterrenbuurt

Emmeloord-Zuid
- De Zuidert

## Evenementen
In Emmeloord zijn meerdere jaarlijkse evenementen. In maart is er de Zuiderzee Rally: de start van het Nederlands rallykampioenschap. Deze speelt zich af op industrieterreinen in Emmeloord en in de regio.
Eind april is er het Tulpenfestival, met als belangrijke attractie de route langs de bloeiende bollenvelden
De avond voor Koningsdag (26 april) is Nacht van Oranje. In de Lange Nering en op De Deel is een braderie, muziek en een kermis. In 1997 was de eerste editie die het Guinness Book of Records haalde met de langste oranjekoek ter wereld. Het gebak slingerde door de Lange Nering heen. In 1998 was er een nieuwe recordpoging: met zo veel mogelijk mensen tegelijkertijd het Wilhelmus zingen. Ook deze avond haalde weer de boeken. De jaarlijks terugkerende recordpoging is inmiddels losgelaten, wel wordt jaarlijks op De Deel de grootste Nederlandse vlag gehesen (afmetingen 20 × 30 m).
Op drie woensdagen in juni, juli en augustus worden paardenkoersen gehouden op de drafbaan aan de Sportlaan.
In juli is het Oordfestival: hét culturele- en muzikale feest van Emmeloord. Duizenden mensen trekken naar Park West om zich te vermaken met muziek, dans, kunst en theater. Oord duurt de hele dag en is voor alle leeftijden. In 2005 was de eerste editie.
In de zomermaanden zijn er de Emmeloorder Vrijdagen in de Lange Nering met braderie en muziek.
De eerste week in september staat bekend om het Pieperfestival, het jaarlijkse stadsfeest. De naam slaat terug op de agrarische sector die rond deze tijd de aardappels oogst. In 1996 is het Pieperfestival ontstaan door het 10-jarig bestaan van de provincie Flevoland. Gratis patat, een braderie, kinder- en seniorenmiddag, muziekpodia en vele andere activiteiten vormen de basis van deze feestweek en trekken veel bezoekers vanuit de wijde omgeving naar Emmeloord.
In december is er een kerstmarkt in De Lange Nering.

## Verkeer en vervoer

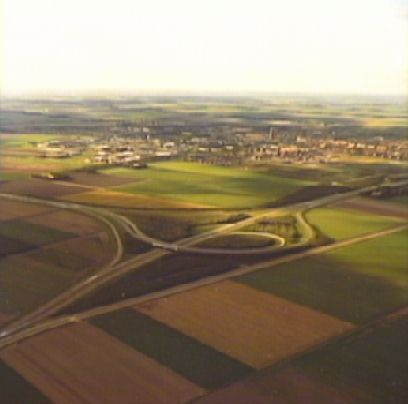
Knooppunt Emmeloord in 1983

De A6 (Joure/Amsterdam) en de N50 (Kampen/Zwolle) zijn de ontsluitingswegen van Emmeloord verbonden door Knooppunt Emmeloord.
EBS verzorgt grotendeels het busvervoer in Emmeloord. De Qliners worden gereden door Qbuzz. Tot 26 augustus 2007 reed er ook een Hanzeliner tussen Emmeloord en Zwolle. Vanwege tegenvallende passagiersaantallen werd deze lijn opgeheven en werd lijn 141 (Urk - Emmeloord - Kampen - Zwolle) uitgebreid met extra ritten. Later werd deze route ingekort naar Urk - Emmeloord - Kampen omdat door de regionale treinverbinding tussen Kampen en Zwolle de pasagieraantallen op dit deeltraject tegenvielen.
Emmeloord heeft geen treinverbinding. Er is jarenlang gediscussieerd over de Zuiderzeelijn. Deze zou Emmeloord per spoor moeten verbinden met Noord-Nederland en de Randstad. Eind 2007 is dit plan voor de tweede keer op de lange baan geschoven. De komst van deze treinverbinding is zeer onwaarschijnlijk geworden. De gemeente Noordoostpolder steunt een onderzoek naar de mogelijkheden van een alternatieve verbinding met een superbus tussen Lelystad, Emmeloord en Heerenveen.
Tien jaar later laait de discussie over een spoorverbinding via Emmeloord weer op. Ditmaal wordt er gekeken naar de voordelen van een snellere verbinding van het Noorden met de Randstad, met Emmeloord als schakel. Deze 'Lelylijn' werd gepresenteerd als alternatief voor het huidige traject via Zwolle.
Busdiensten van en naar Emmeloord:
| Lijn             | Route                                           | Via | Bijzonderheden                                        |
| Streekbus        | Streekbus                                       | Streekbus | Streekbus                                             |
| ---------------- | ----------------------------------------------- | --- | ----------------------------------------------------- |
| 71               | Zwolle, Station - Emmeloord, Busstation         | Hasselt, Zwartsluis (Busstation), De Krieger, Heetveld, Kadoelen, Sint Jansklooster, Vollenhove, Marknesse, Kraggenburg, Marknesse (Busstation)                                                           |                                                       |
| 77               | Lemmer, Busstation - Emmeloord, Busstation      | Rutten, Creil, Espel |                                                       |
| 141              | Kampen, Station - Urk, Singel                   | IJsselmuiden, Kampereiland, Ens, Emmeloord (Busstation, Antonius Ziekenhuis), Tollebeek, Urk (Winkelcentrum)                                                                                              |                                                       |
| 146              | Kuinre, Burchtstraat - Dronten, Station         | Luttelgeest, Emmeloord (Busstation), Nagele, Swifterbant |                                                       |
| snelRRReis       |                                                 | |                                                       |
| 214              | Lelystad, Station Centrum - Steenwijk, Station  | (Nagele,) Emmeloord (Busstation, Antonius Ziekenhuis), Marknesse (Busstation), Blokzijl (Busstation), Baarlo, Wetering, Scheerwolde                                                                       |                                                       |
| Qliner           |                                                 | |                                                       |
| 315              | Emmeloord, Busstation - Groningen, Hoofdstation | Bant, Lemmer (Busstation), Joure (Busstation), Heerenveen (Busstation), P+R Hoogkerk |                                                       |
| Scholierenlijnen |                                                 | |                                                       |
| 641              | Zwolle, Campus - Urk, Vlaak                     | Zwolle (Station), 's-Heerenbroek, Wilsum, IJsselmuiden (Verzinkerij), Kampen (Station), Kampereiland, Ens, Emmeloord (Zuyderzee College, Busstation, Antonius Ziekenhuis), Tollebeek, Urk (Winkelcentrum) | 's Ochtends richting Zwolle, 's middags richting Urk. |
| 675              | Kuinre, Burchtstraat → Emmeloord, Begraafplaats | Luttelgeest → Marknesse (Busstation) → Emmeloord (Busstation) |                                                       |
| 681              | Kampen, GSG Pieter Zandt - Urk, Rotholm         | Kampen (Station Zuid), Ens, Emmeloord (Zuyderzee College, Busstation, Antonius Ziekenhuis), Tollebeek, Urk (Singel)                                                                                       |                                                       |

## Geboren te Emmeloord
- Wiert Omta (1946), voormalig burgemeester
- Henri Beunders (1953), hoogleraar
- Bert Kuizenga (1955), presentator en acteur
- Manon Thomas (1963), televisiepresentatrice
- Stef Blok (1964), politicus (VVD)
- Cees Lok (1966), voetbaltrainer
- Maaike Smit (1966), voormalig rolstoeltennisster
- Roland van Benthem (1968), burgemeester van Eemnes
- Wim Bax (1971), acteur
- Annamarie Thomas (1971), schaatsster
- Jeroen Kijk in de Vegte (1974), radio- en televisiepresentator
- Rob Wielaert (1978), voetballer
- Bettina Holwerda (1979), actrice
- Diederik Boer (1980), doelman
- Tjeerd Korf (1983), voetballer
- Bas Koole (1986), kitesurfer
- Astrid van der Veen (1986), zangeres en muzikant
- Dennis van der Wal (1986), voetballer
- Richard Stolte (1990), voetballer
- Corinne Nugter (1992), atlete
- Femke Beuling (1999), schaatsster
- Dani Visser (2001), e-sporter

## Stedenband
- Ringerike (Noorwegen)

Van 1996 tot 2000 was er een officiële stedenband met Mizumaki in Japan, waar om die reden een replica van de Poldertoren is gebouwd. Sinds 2001 verzorgt 'Vrienden van Japan' de scholierenuitwisseling. Ook in 2012 heeft een delegatie uit Mizumaki nog een bezoek aan Noordoostpolder gebracht.